# Эрню, Лоран
Лора́н Эрню́ (фр. Laurent Hernu; род. 22 августа 1976, Крей) — французский легкоатлет, специалист по многоборьям. Выступал за сборную Франции по лёгкой атлетике в 1999—2005 годах, победитель Кубка Европы в командном зачёте, участник двух летних Олимпийских игр. Ныне — тренер по лёгкой атлетике.

## Биография
Лоран Эрню родился 22 августа 1976 года в городе Крей департамента Уаза.
Впервые заявил о себе на взрослом международном уровне в сезоне 1999 года, когда вошёл в состав французской национальной сборной и выступил на Кубке Европы по легкоатлетическим многоборьям в Праге — закрыл здесь десятку сильнейших личного зачёта и вместе со своими соотечественниками стал четвёртым в мужском командном зачёте.
Был заявлен на чемпионате Европы в помещении 2000 года в Генте, но в итоге на старт не вышел. На Кубке Европы в Оулу стал серебряным призёром личного зачёта и одержал победу в командном зачёте. Благодаря череде удачных выступлений удостоился права защищать честь страны на летних Олимпийских играх в Сиднее — набрал в сумме всех дисциплин десятиборья 7909 очков, расположившись в итоговом протоколе соревнований на 19-й строке.
В 2001 году на домашнем Кубке Европы в Арле получил бронзу и золото в личном и командном зачётах соответственно. На чемпионате мира в Эдмонтоне показал восьмой результат, установив при этом свой личный рекорд в десятиборье — 8280 очков.
В 2002 году на чемпионате Европы в помещении в Вене досрочно завершил выступление и не показал никакого результата. На Кубке Европы в Быдгоще был шестым в личном и командном зачётах. На чемпионате Европы в Мюнхене занял в программе десятиборья седьмое место.
В 2003 году в семиборье стал седьмым на чемпионате мира в помещении в Бирмингеме. В десятиборье стартовал на Кубке Европы в Брессаноне, где стал пятым в личном зачёте и вместе с французской сборной выиграл командный зачёт. Также отметился выступлением на домашнем чемпионате мира в Париже, став в итоговом протоколе пятым.
На Кубке Европы 2004 года в Таллине добавил в послужной список серебряную и бронзовую медали, выигранные в личном и командном зачётах соответственно. Выполнив олимпийский квалификационный норматив, благополучно прошёл отбор на Олимпийские игры в Афинах — на сей раз с результатом в 8237 очков занял итоговое седьмое место.
После афинской Олимпиады Эрню ещё в течение некоторого времени оставался в составе легкоатлетической сборной Франции и продолжал принимать участие в крупнейших международных стартах. Так, в 2005 году он показал седьмой результат на чемпионате Европы в помещении в Мадриде, находился в числе участников чемпионата мира в Хельсинки.
Завершив спортивную карьеру, занялся тренерской деятельностью. Подготовил более двадцати легкоатлетов мирового уровня, в том числе его воспитанницей является титулованная бегунья Мари Гайо.